# Teoria jocurilor de rol
O teorie a jocurilor de rol este ludologia jocurilor de rol (RPG); o investigație a acestora în calitate de fenomen social sau artistic. Teoriile RPG se concentrează pe înțelegerea esenței jocurilor de rol, modul în care acestea funcționează și cum procesul de joc poate fi îmbunătățit pentru a amplifica experiența și a dezvolta produse de joc mai eficiente.

## Despre
Jocurile de rol sunt jocuri în care participanții își asumă identități de personaje într-un univers fictiv. Aceste jocuri se împart în diverse tipuri și categorii:
RPG-uri tradiționale de masă (TTRPG)
TTRPG-urile își au baza istorică în jocurile de război în miniatură,  :3cu un exemplu standard fiind Warhammer 40.000 . Jocul avansează aruncând un zar, folosind rigle, jetoane sau executând alte acțiuni similare.
Joc de strategie de colecție (CSG)
CSG are un context mult mai larg decât cel al unui TTRPG datorită faptului că atrage elemente din ambele tipuri de RPG-uri. Un CSG este definit ca „un cadru și un sistem, dar decorul se află în fundal, în timp ce sistemul este legat integral de unele dintre artefactele materiale de colecție”.  :5Aceste tipuri de jocuri sunt jucate folosind atribute speciale care sunt asociate cu obiectul de colecție utilizat. Puteți plasa aceste obiecte de colecție în poziții ofensive sau defensive, puteți arunca zarurile pentru a efectua o anumită acțiune etc. Rețineți că acest tip de RPG este de obicei asociat cu jocurile CCG sau cu cărți de colecție (de exemplu , Magic: The Gathering ).
Jocuri video online și pe computer (OVCG)
OVCG-urile au apărut în jurul anilor 1970. Ele sunt de obicei definite ca RPG-uri care „necesită fie un computer personal, fie o consolă de jocuri în plus față de software-ul de jocuri, mai degrabă decât cărți sursă, cărți sau zaruri”.  :6OVCG-urile nu au atins maturitatea deplină până în anii 1990, când erau disponibile jocurile jucate în cooperare prin servere mari în rețea. Exemplele actuale ale acestor jocuri includ World of Warcraft ( Blizzard ), Rift ( Trion Worlds ) și Star Wars: The Old Republic ( BioWare ).

## Istorie
Prima reflecție critică organizată asupra jocurilor de rol și cercetarea academică asupra lor, de la începuturile lor până la mijlocul anilor '70 și până în anii '80, s-a concentrat pe examinarea și abordarea controverselor timpurii asociate cu acest hobby în acele timpuri. Se poate spune că prima analiză a acestui domeniu în termeni clinici a venit odată cu publicarea cărții "Fantezia partajată: jocuri de rol ca lumi sociale" de Gary Fine. Gary Gygax, unul dintre co-fondatorii acestui hobby, împreună cu Dave Arneson, a publicat două cărți despre filosofia sa asupra jocului de rol: "Role Playing Mastery: Tips, Tactics and Strategies" în 1989 și "Master of the Game" în 1990.
În perioada 1994–1995, Inter*Active (mai târziu redenumită Interactive Fiction) a lansat o revistă dedicată studiului jocurilor de rol. În primul număr, Robin Laws a solicitat elaborarea unei teorii critice pentru jocurile de rol. Până la sfârșitul anilor '90, discuțiile despre natura RPG-urilor pe platforma rec.games.frp.advocacy au generat mai multe teorii despre RPG-uri care s-au răspândit pe alte site-uri și au influențat teoreticienii din Franța și Scandinavia. Scena RPG-urilor din Scandinavia a fost martora mai multor tabere ideologice opuse referitoare la natura și funcția jocurilor de rol, începând să organizeze în mod regulat convenții despre jocurile de rol live-action, în care teoria RPG-urilor a fost prezentată în mod prominent, numite Knutepunkt. Primul Knutepunkt a avut loc la Oslo în 1997, iar această convenție anuală este organizată și astăzi.
În secolul al XXI-lea, comunitățile autodefinite de "jocuri de rol indie", cum ar fi Forge, au proliferat pe internet, dedicându-se studiului jocurilor de rol și dezvoltând teoria GNS a acestora. Knutepunkt a continuat să crească, iar o colecție anuală de articole despre jocurile de rol a fost publicată începând cu anul 2003. Multe jocuri, în special cele create de autori independenți, sunt acum elaborate având în vedere și încorporând în mod conștient teoria jocurilor de rol.

## Exemple notabile
Unele teorii RPG includ:
Model triplu
Dezvoltată pe platforma rec.games.frp.advocacy între 1997 și 1998, teoria GDS a fost propusă inițial de Mary Kuhner și a fost frecvent discutată de John Kim. Această teorie presupune că orice decizie luată de Game Master (GM) în timpul jocului este orientată spre scopul de a sprijini jocul, drama sau simularea. Astfel, preferințele jucătorilor, stilurile de GMing și chiar seturile de reguli ale RPG-urilor pot fi caracterizate ca orientate spre joc, dramă sau simulare, sau, în mod obișnuit, ca fiind undeva între aceste trei extreme. Aceasta este uneori denumită teoria GDS. În sens strict, teoria GDS se concentrează pe interacțiunile sociale dintre jucători, dar a fost extinsă pentru a include și designul direct al jocului, atât în cadrul comunității de jocuri de rol, cât și în alte domenii. Un joc poate fi clasificat în funcție de gradul în care încurajează sau facilitează jucătorii să adopte comportamente care corespund fiecărei categorii. Designerii de jocuri consideră această teorie utilă deoarece poate fi folosită pentru a explica motivele pentru care jucătorii aleg să se implice în anumite jocuri.
Teoria GEN
Dezvoltată la Gaming Outpost în 2001, în principal de Scarlet Jester, teoria presupune existența a două niveluri ale jocului: nivelul superior și nivelul inferior. Nivelul superior este dominat de conceptul de "Intenție", care este împărțită în trei componente: Gamist, Explorativ și Narativ. Această teorie a fost influențată de teoria triplă și de conceptul de GNS.
Marele model sau teoria Forgei
Dezvoltată la The Forge între 1999 și 2005, în mare parte de Ron Edwards, această teorie presupune că jocurile de rol sunt modelate de ceea ce este cunoscut sub numele de "The Big Model", care are patru niveluri distincte: contractul social, explorarea, tehnicile și efemerele. Agendele creative guvernează relația din contractul social către tehnică. În această teorie, există trei tipuri de agende creative: Gamist, Narativist și Simulationist. Această teorie este detaliată în articolele "GNS and Other Matter of Role Play Theory", "System Does Matter", "Narrativism: Story Now", "Gamism: Step on Up" și "Simulationism: The Right to Dream" de Ron Edwards, publicate pe pagina cu articole a The Forge. Marele model a evoluat din teoria GNS, care este o variantă a modelului triplu.
Teoria culorii
Dezvoltată de Fabien Ninoles în 2002, această teorie a fost elaborată pe lista de corespondență franceză createurs-jdr. Ea reprezintă un moștenitor al teoriei SCARF și al teoriei SCAR, care ulterior a interacționat cu teoriile de limbă engleză. În cadrul acestei teorii, obiectivele proiectării sistemului sunt concepute ca fiind analoge cu culorile primare ale luminii de televizor - Verde pentru simplitate, Albastru pentru realism, Roșu pentru consistență, în timp ce noțiuni precum adaptabilitatea, tenacitatea, luminozitatea și vizibilitatea sunt extensii ale acestei metafore.
Teoria canalului
Dezvoltată de Larry Hols în 2003, această teorie presupune că jocul este compus din "canale" de diferite tipuri, cum ar fi "narațiunea", "tonul moral" sau "fidelitatea față de decor". A fost dezvoltată parțial ca o critică la adresa celor trei teorii de stil.
Model Wunderkammer-Gesamtkunstwerk (Wu-Ge).
Propus de Lars Konzack de la Universitatea din Copenhaga ca un cadru pentru analiza și proiectarea jocurilor de rol, acest model examinează un joc de rol atât ca un întreg compozit (Gesamtkunstwerk) format din patru forme de artă: Sub-Creație (decor), Ludus (sistem de joc), Performanță și Narațiune; cât și ca un "cabinet de curiozități" (Wunderkammer), o metaforă pentru capacitatea lor de a integra fără probleme orice concepte sugerate de jucători în spațiul lor imaginar.
Școala Turku
Dezvoltat în Turku, Finlanda, în special de Mike Pohjola, începând din 1999 și continuând până în prezent, acest model susține imersiunea ("eläytyminen") ca metodă principală de joc de rol, cu accent deosebit pe jocurile de rol live, și promovează explorarea artistică ca scop principal. Stilul Immersionist este considerat distinct de stilurile dramatice, gamiste și simulationiste, iar dramatismul și gamismul sunt considerate stiluri inferioare de joc de rol, potrivite doar pentru alte medii în afara jocului de rol.
Școala Meilahti
Dezvoltată la Helsinki, Finlanda, de Jaakko Stenros și Henri Hakkarainen începând cu anul 2002 și continuând până în prezent, această teorie definește jocul de rol într-un mod care cuprinde multe forme diferite și evită alegerile normative despre care sunt formele corecte sau cele mai bune. Conform acestei teorii, "Un joc de rol este ceea ce este creat în interacțiunea dintre jucători sau între jucător(i) și gamemaster(i) într-un cadru diegetic specificat."
Modele de design
Modelele de proiectare RPG, dezvoltate de Whitson John Kirk III, reprezintă un sistem de proiectare RPG bazat pe modelele de proiectare software. Acesta se concentrează pe formalizarea mecanicilor observate în jocurile de rol existente pe hârtie, într-un mod care este agnostic față de genul sau setarea specifică.